# Tempio di Kokokuji
Il tempio Kokokuji è un tempio della scuola buddhista Nichiren situato a Haramachi, quartiere di Shinjuku a Tokyo.

## Storia
Il tempio fu fondato nel 1630 da Katō Kiyomasa. Venne poi distrutto da due grandi incendi sempre nel periodo Edo per poi essere ricostruito. Durante la seconda guerra mondiale venne danneggiato dai bombardamenti su Tokyo da parte delle truppe americane e, ancora una volta, venne ricostruito negli anni successivi. Dal 2015 è noto per ospitare il Ruriden columbarium (琉璃殿?, Ruriden "Tempio lapislazzuli" o "Sala di vetro"), un cimitero buddhista, posto in una stanza ottagonale, in cui le ceneri dei defunti vengono inserite in urne dotate di luci LED. Le stesse vengono illuminate formando un complesso di 2046 statue di cristallo raffiguranti il Buddha in preghiera. Il prezzo delle urne può variare a seconda della tipologia di acquisto (piano famiglia, piano singolo, piano comune) dai ¥90.000 (€638,00 circa) ai ¥1500.000 (€10.645,00 circa). I visitatori possono dotarsi di una carta elettronica di riconoscimento che aiuta a individuare il loculo ove le ceneri del defunto sono deposte.